# Budapest Aircraft Service
Budapest Aircraft Service Ltd. oder BASe Airlines (ungarisch Budapest Aircraft Service Kft. oder BASe Kft) ist eine Fluggesellschaft mit Sitz in Budapest, Ungarn. Früher bot sie Charter Dienstleistungen und Linienflüge für Malév an. Ihre Basis ist der Flughafen Budapest Liszt Ferenc.

## Geschichte
Die Firma wurde 1991 gegründet. Ihre erste Embraer 120 Brasilia Turboprop erhielt sie 2005 und zwei weitere 2008 zusammen mit einem Bell Hubschrauber.

## Flotte

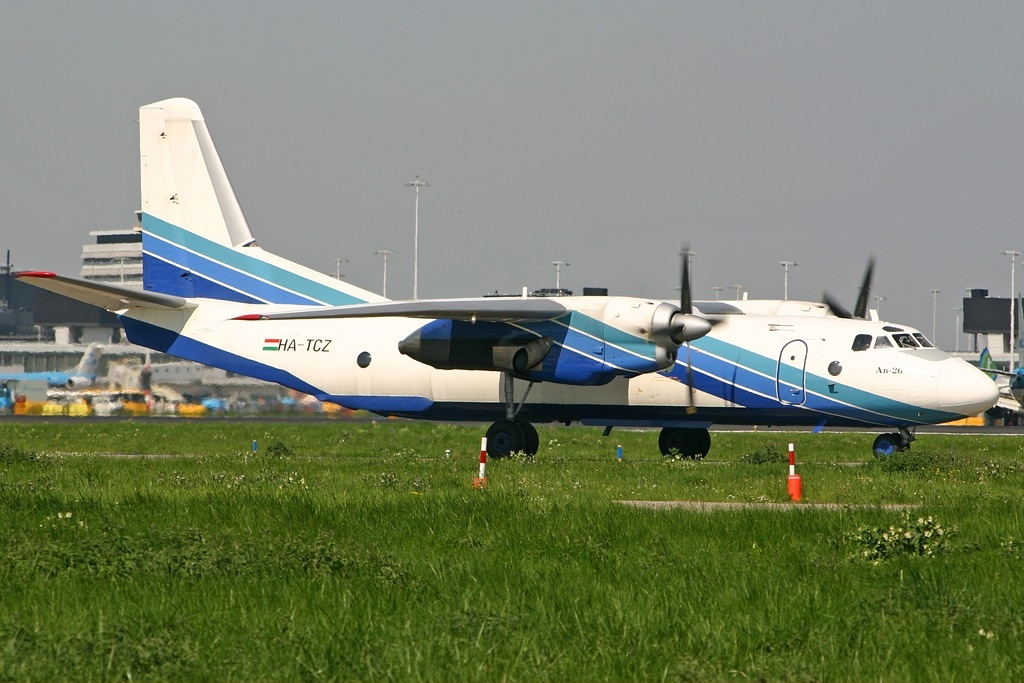
Vormals eingesetzte Antonow An-26 der BASe Airlines

### Aktuelle Flotte
Mit Stand April 2025 besteht die Flotte der BASe Airlines aus drei Flugzeugen mit einem Durchschnittsalter von 36,0 Jahren:
| Luftfahrzeugtyp          | Anzahl | bestellt | Anmerkungen                             | Sitzplätze | Durchschnittsalter |
| ------------------------ | ------ | -------- | --------------------------------------- | ---------- | ------------------ |
| Embraer EMB-120 Brasilia | 3      |          | zwei betrieben für Aeroexpress Regional | 30         | 36,0 Jahre         |
| Gesamt                   | 3      | -        |                                         |            | 36,0 Jahre         |

### Ehemalige Flugzeugtypen
Darüber hinaus setzte BASe Airlines in der Vergangenheit noch folgende Flugzeugtypen ein:
- Antonow An-26
- Let L-410
- Augusta-Bell AB.206B JetRanger II